# ژولا کوهن
ژولا کوهن (انگلیسی: Geulah Cohen; زاده ۲۵ دسامبر ۱۹۲۵ – درگذشته ۱۸ دسامبر ۲۰۱۹) روزنامه‌نگار، سیاستمدار، ناشر، و نویسنده اهل اسرائیل و مؤسس حزب تهیا بود.
وی همچنین برندهٔ جوایزی همچون جایزه اسرائیل شده‌است.

## زندگی
ژولا کوهن در یک خانواده یهودی مزراحی (از یمن، مراکش و ترکیه) در تل آویو در دوره قیمومت بریتانیا بر فلسطین متولد شد. او دختر میریام و یوسف کوهن بود. . وی در مدرسه معلمان لوینسکی تحصیل کرد و در دانشگاه عبری اورشلیم مدرک فوق لیسانس مطالعات یهود، فلسفه، ادبیات و کتاب مقدس را بدست آورد.
کوهن در ۱۸ دسامبر ۲۰۱۹، یک هفته قبل از تولد ۹۴ سالگی درگذشت.

## آثار
- داستان یک جنگجو (۱۹۶۱؛ زندگینامه عبری)[۳]
- ژولا کوهن (۱۹۶۶). زن خشونت: خاطرات یک تروریست جوان، ۱۹۴۳–۱۹۴۸. هولت، راینهارت و وینستون.[۳]
- جلسه تاریخی (۱۹۸۶) (عبری)[۳]
- ("هیچ نیرویی برای خسته شدن"؛ ۲۰۰۸)[۳]

## جوایز
- در سال ۲۰۰۳، کوهن به خاطر دستاوردهای زندگی خود و تأثیرات ویژه در جامعه و کشور اسرائیل، جایزه اسرائیل را دریافت کرد.[۴][۵]
- در سال ۲۰۰۷، او جایزه یاکر اورشلیم (شهروند شایسته اورشلیم) را از شهر اورشلیم دریافت کرد.[۶]